# Prairie City (Oregon)
Prairie City é uma cidade localizada no estado norte-americano de Oregon, no Condado de Grant.

## Demografia
Segundo o censo norte-americano de 2000, a sua população era de 1080 habitantes.
Em 2006, foi estimada uma população de 952, um decréscimo de 128 (-11.9%).

## Geografia
De acordo com o United States Census Bureau tem uma área de
2,5 km², dos quais 2,5 km² cobertos por terra e 0,0 km² cobertos por água. Prairie City localiza-se a aproximadamente 1080 m acima do nível do mar.

## Localidades na vizinhança
O diagrama seguinte representa as localidades num raio de 36 km ao redor de Prairie City.